# William De Morgan
William Frend De Morgan (16 novembre 1839 – 15 gener 1917) va ser un ceramista anglès,  dissenyador de rajoles i novel·lista. Amic de William Morris, va dissenyar rajoles, vitralls i mobiliari per a Morris & Co. del 1863 al 1872. Les seves rajoles sovint s'inspiraven en dissenys medievals o en patrons perses, i va experimentar amb esmalts i tècniques de cocció innovadores. Vaixells i peixos eren motius recurrents en la seva obra, així com ocells fantàstics i altres animals. Moltes de les rajoles de De Morgan estaven pensades perquè conformessin patrons intricats quan es col·locaven juntes.

## Vida i obra

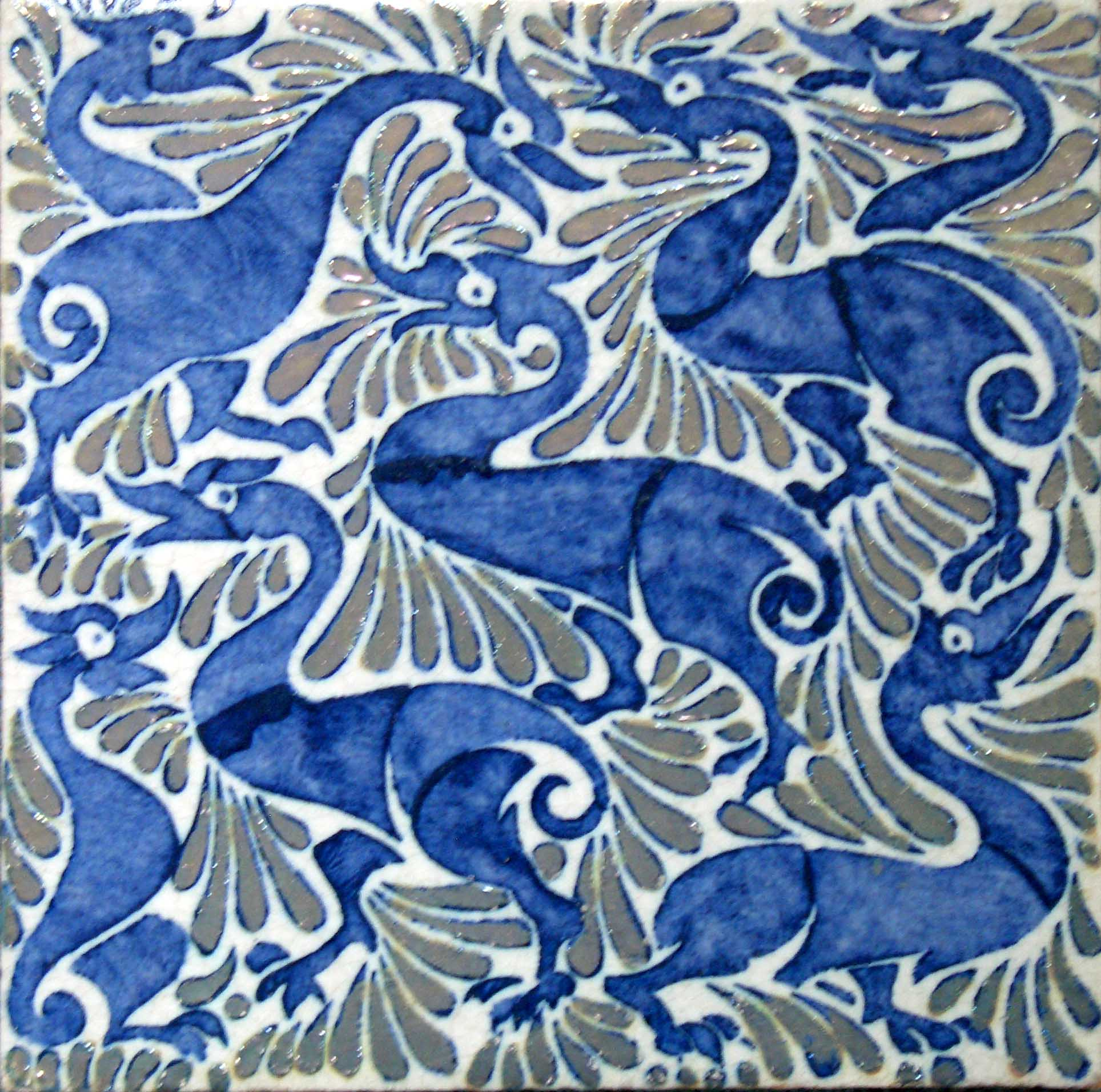
Ànecs fantàstics en una rajola de 6 polzades amb detalls de llustre; període de Fulham

Nascut al carrer Gower de Londres, va ser fill del destacat matemàtic Augustus De Morgan i de la seva muller Sophia Elizabeth Frend, una dona profusament il·lustrada. De Morgan va ser sempre encoratjat en el seu desig d'esdevenir artista. Als vint anys, va ingressar a la Royal Academy, però ràpidament va quedar decebut amb la institució; llavors va conèixer Morris i, a través d'ell, el cercle Pre-Rafaelita. Aviat De Morgan va començar a experimentar amb els vitralls i tot seguit s'inicià en la ceràmica, el 1863. Pels volts de 1872 ja s'havia decantat completament per aquest ofici.
El 1872, De Morgan va instal·lar el seu primer taller de ceràmica a Chelsea on va romandre fins al 1881—va ser la seva dècada més fructífera dins el món de la ceràmica artística. La ideologia de l'Arts&Crafts, que va anar fent seva gràcies a l'estreta amistat amb Morris, i la seva pròpia curiositat insistent, el van portar a explorar cada aspecte tècnic del seu ofici. Els esforços primerencs per a produir rajoles durant el període en què treballà a Chelsea, van donar resultats de qualitat tècnica variable – aquestes rajoles sovint presentaven els defectes i irregularitats típiques del principiant. En els seus primers anys, De Morgan va decorar principalment rajoles prefabricades. Les rajoles bescuitades de fang vermell s'obtenien de la Poole Pottery, una factoria de Poole. Les rajoles blanques de baixa temperatura, elaborades d'argila en pols premsada, es podien adquirir a Wedgwood, Mintons o a d'altres fabricants però De Morgan creia que aquest tipus de rajola no aguantaria la cuita d'esmalt. Durant molt de temps, va continuar fent servir rajoles comercials premsades que decorava amb llustre vermell durant el període de Fulham (1888–1907). Tanmateix va desenvolupar unes rajoles bescuitades d'alta qualitat que li agradaven especialment per les seves irregularitats i per la seva millor resistència a la humitat. El seu enginy perseverant el va conduir a passar una infinitat d'hores estudiant la complexitat de la química dels esmalts, diferents mètodes de cuita i sistemes per a transferir patrons a la rajola.
 Les peces ceràmiques que decorava De Morgan incloïen safates, plates per a servir arròs i gerros. Algunes d'aquestes peces es feien al seu taller, però moltes altres es compraven bescuitades a Wedgwood o a altres proveïdors i eren decorades pels treballadors de De Morgan. Algunes peces van ser signades pels seus decoradors, entre els que hi figuraven Charles Passenger, Fred Passenger, Joe Juster i Miss Babb.

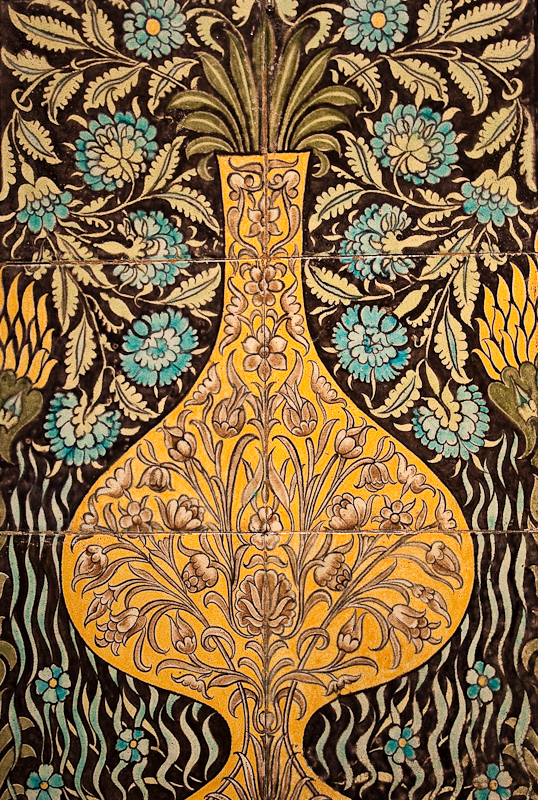
William De Morgan (c. 1890), Sands Ends Pottery:rajola inspirada en exemplars de l'Orient Mitjà.

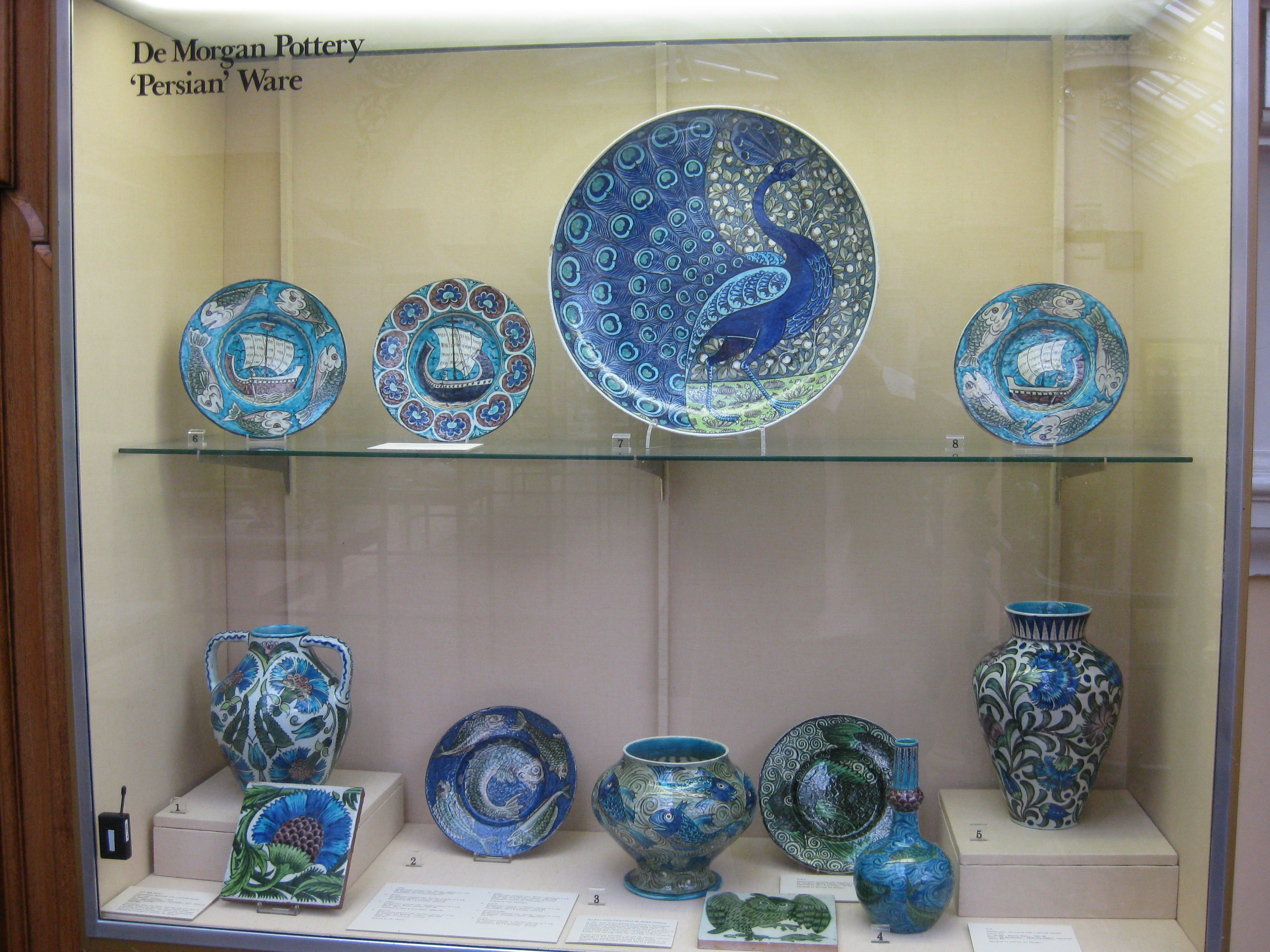
Peces d'origen persa al Birmingham Museum

A De Morgan li atreien particularment les rajoles del pròxim Orient. Als voltants de 1873–1874, va fer un avenç important redescobrint la tècnica del llustre (caracteritzada per una superfície brillant i metàl·lica) típica de la ceràmica Hispano-Moresca i de la maiolica italiana. El seu interès per l'art del pròxim Orient, no es limitava a les tècniques de l'esmalt, sino que va influir en el seu estil de disseny i de color. El 1875, va començar a treballar intensament per a aconseguir una "paleta persa": blau fosc, turquesa, porpra de manganès, verd, vermell indi i groc llimona. Va estudiar a fons els motius del que ell anomenava ceràmica "persa", avui en dia coneguda com a ceràmica d'Iznik (s. XV-XVI). Aquests coneixements van influenciar profundament el seu estil inconfusible, en què criatures fantàstiques s'enllaçaven amb motius rítmics i geomètrics flotant sobre lluminosos esmalts.

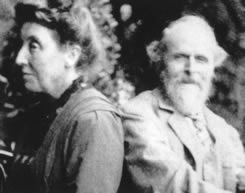
William i la seva muller Evelyn

Els tallers de ceràmica sempre penjaven d'un fil amenaçats per problemes financers, malgrat les reiterades injeccions d'efectiu provinents de la seva muller, la  pintora prerafaelita Evelyn De Morgan (nascuda Pickering), i per això va decidir associar-se amb l'arquitecte Halsey Ricardo. La conformació d'aquesta societat va comportar el trasllat de la fàbrica de Merton Abbey a Fulham el 1888. Durant el període de Fulham, De Morgan va perfeccionar molts dels aspectes tècnics de la seva feina que anteriorment se li havien resistit, com l'obtenció de lustres més profunds i complexos o pigments per a sotacoberta més intensos i que no regalimessin durant la cuita. Tot i així, això no es va assolir l'èxit financer esperat, i el 1907 William De Morgan va abandonar la producció ceràmica que quedà a càrrec dels germans Passenger, els decoradors principals de l'obrador. "Tota la meva vida he intentat fer coses boniques," va dir en aquell moment, "i ara que les sé fer ningú les vol."
William De Morgan va dedicar-se a partir d'aleshores a escriure novel·les, i va arribar a ser més conegut per això, del que mai ho va a arribar a ser per les seves ceràmiques. La seva primera novel·la, Joseph Vance, va ser publicada el 1906, i va esdevenir un èxit instantani tant als Estats Units com al Regne Unit. A aquesta van seguir An Affair of Dishonour, Alice-for-Short, i It Never Can Happen Again. El gènere ha estat descrit com a 'victorià i suburbà'.
William De Morgan va morir a Londres el 1917, de febre de trinxera, i va ser enterrat al cementiri de Brookwood. De Morgan serà recordat tant per la seva càlida personalitat com per la indomable energia amb què va assolir la seva caleidoscòpica carrera com a dissenyador, ceramista, inventor i novel·lista.

## Museus i col·leccions

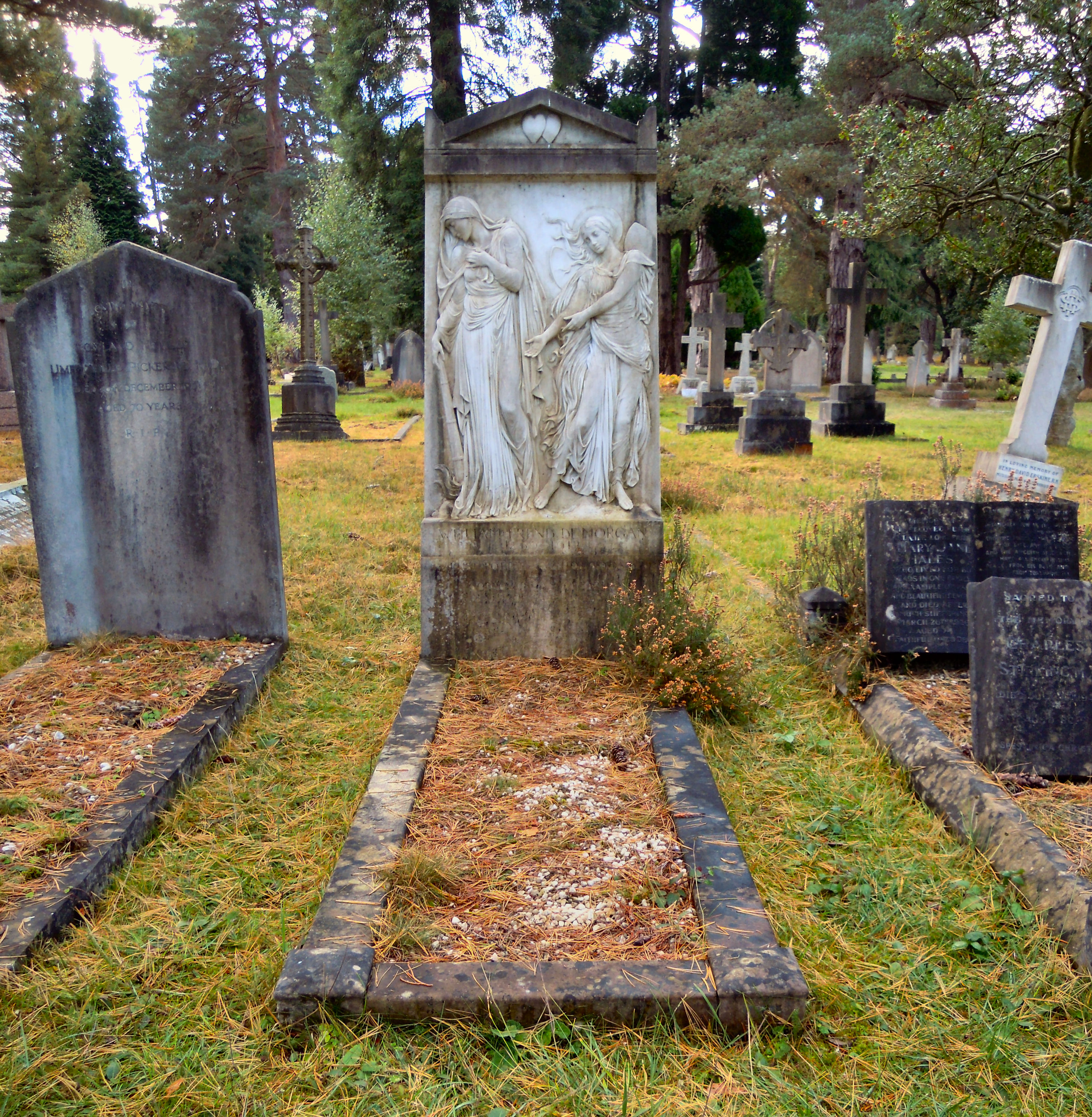
La tomba de De Morgan al cementiri de Brookwood

L'obra de De Morgan es troba repartida per diferents museus, inclòs el Victoria and Albert Museum i la William Morris Gallery de Londres. Hi ha també una col·lecció substancial i representativa al Birmingham Museum and Art Gallery, i una de petita però selecta que s'exposa junt amb molta altra ceràmica a Norwich. Hi va haver exposada obra seva i de la de la seva dona, Evelyn, al De Morgan Centre, a Wandsworth, Londres (part del Wandsworth Museum) del 2002 fins al 2014. La seva safata de drac es troba a la Dunedin Public Art Gallery de Nova Zelanda. La National Gallery of Canada a Ottawa té una molt bona col·lecció de l'obra de William De Morgan cedida per Ruth Amelia Jackson el 199tot i que ò la majoria roman desada al magatzem. L'obra de De Morgan és també present en moltes col·leccions importants d'art decoratiu del món, incloent-hi l'Art Gallery of Ontario, a Toronto, Canadà, el Musee D'Orsay, a París, la Galeria d'Art de Manchester i el Museu Fitzwilliam, a Cambridge.
Un bon nombre de propietats obertes al públic, al Regne Unit, tenen rajoles i altres peces de ceràmica de De Morgan exposades o incorporades en la decoració de l'edifici. Entre elles, Wightwick Manor , Standen , Blackwell, La Sala Secular de Leicester i la Leighton House . 